# لیدی لوئیز وینزر

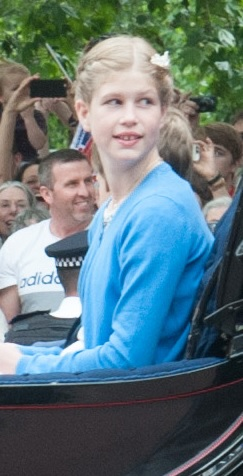
لیدی لوئیز در ژوئن ۲۰۱۶

لیدی لوئیز وینزر (به انگلیسی: Lady Louise Windsor) (لوئیز آلیس الیزابت مری؛ متولد ۸ نوامبر ۲۰۰۳) بزرگترین فرزند و تنها دختر شاهزاده ادوارد، ارل وسکس، و سوفی، کنتس وسکس است. او دومین نوه جوان الیزابت دوم و شاهزاده فیلیپ، دوک ادینبرا ست. لیدی لوئیز در حال حاضر، در لیست سلطنت بریتانیا و ۱۶ قلمروی همسود پانزدهمین نفر است (در زمان تولدش هشتم بود).

## مسئولیتهای سلطنتی

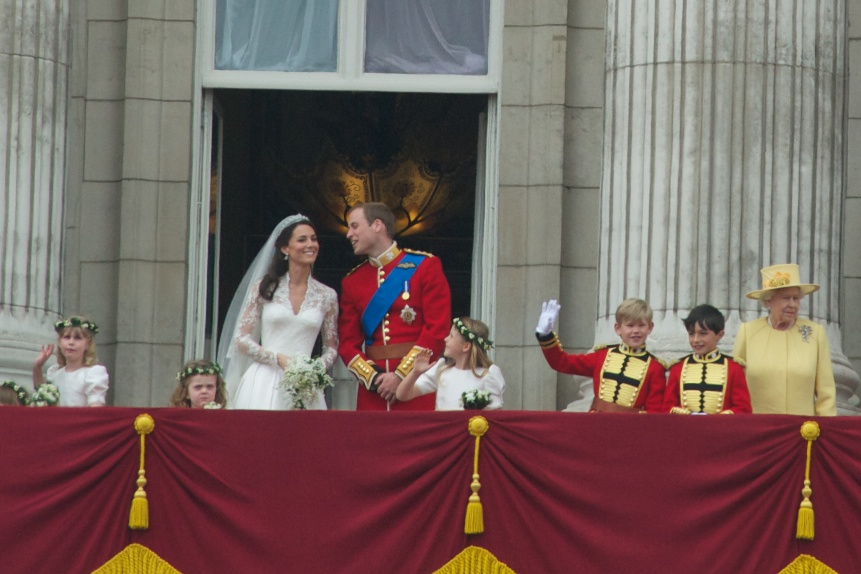
دوک و دوشس کمبریج در بالکن کاخ باکینگهام در روز ازدواجشان. لیدی لوئیز در سمت چپ تصویر دیده می شود.

او در ازدواج دوک و دوشس کیمبریج در ۲۹ آوریل ۲۰۱۱ ساقدوش بود.
او در ژوئن ۲۰۱۲ در نمایش مجلل جوبیلی در رود تیمز به همراه والدین و برادر جوانترش شرکت کرد. چند روز بعد هم به همراه والدین اش در مراسم شکرگزاری جوبیلی الماسی ملکه در کلیسای جامع سنت حضور یافت.